# تینا کاسپاری
تینا کاسپاری (به انگلیسی: Tina Caspary) (زاده ۲۸ دسامبر ۱۹۷۰) بازیگر آمریکایی است.
از فیلم‌های معروف او می‌توان به بازی در فیلم نمی‌توانید عشق مرا بخرید اشاره کرد.